# Zbrodnia w Biskupiczach Górnych
Zbrodnia w Biskupiczach Górnych – masowy mord na Polakach dokonany podczas rzezi wołyńskiej przez członków UPA we wsi, kolonii i majątku Biskupicze Górne.
Biskupicze Górne były położone w gminie Mikulicze powiatu włodzimierskiego województwa wołyńskiego. Polacy mieszkali głównie w majątku i kolonii, podczas gdy wieś była niemal całkowicie ukraińska.
Według ustaleń Władysława i Ewy Siemaszków Polacy w Biskupiczach Górnych zostali wymordowani 11 lipca 1943 roku, w dniu tzw.  krwawej niedzieli na Wołyniu.
Do napadu na wieś i kolonię doszło w nocy. Napastnicy, którymi byli upowcy i cywilni Ukraińcy, spędzili Polaków do budynku szkoły, gdzie dokonali masakry za pomocą siekier, noży i innej broni białej. Po zbrodni budynek został podpalony. Uratował się ranny w głowę Władysław Żak, który wydostał się z płonącego budynku. W tym miejscu zginęło co najmniej 20 osób.
W majątku działała 15-osobowa uzbrojona bojówka UPA dowodzona przez Stepana Stolaruka. Sprowadzała ona Polaków na miejsce egzekucji (jeden z domów) pod pozorem spisu ludności i wydawania nowych dokumentów. Przybyłych na miejsce, osobno mężczyzn i kobiety z dziećmi, zabijano siekierami. Tutaj także podpalono budynek z zabitymi i rannymi ofiarami w środku. Zginęło 70 osób; z budynku wyczołgał się i uratował ranny Władysław Jaskóła.
Szczątki ofiar zbrodni w Biskupiczach Górnych spoczywają w trzech zbiorowych mogiłach. Jedna z nich znajduje się na terenie byłego majątku a dwie na terenie wsi oraz kolonii.

## Upamiętnienie
W 1997 roku Stowarzyszenie Upamiętniania Polaków Pomordowanych na Wołyniu postawiło w miejscu zbrodni metalowy krzyż o wysokości 10 metrów.